# Трудът
„Трудът“ е български сериен филм (документален) от 2000 година на режисьора Стоян Енев. Оператор е Марио Марков.

## Сюжет
Филмът е създаден по поръчка на Фонд „Условия на труд“.

## Актьорски състав
Не е налична информация за актьорския състав.